# U-380
Unterseeboot 380 foi um submarino alemão do Tipo VIIC, pertencente a Kriegsmarine que atuou durante a Segunda Guerra Mundial.
O Unterseeboot 380 foi um submarino alemão que atuou durante a Segunda Guerra Mundial. O sumarino foi afundado no dia 11 de Março de 1944, às 12:00 horas, próximo de Toulon na França, por bombardeiros norte-americanos, causando a morte de 1 tripulante.

## Comandantes
| Comandante             | Data                                      |
| ---------------------- | ----------------------------------------- |
| Kptlt. Josef Röther    | 22 de Dezembro de 1941 - Novembro de 1943 |
| Kptlt. Albrecht Brandi | Dezembro de 1943 - 11 de Março de 1944    |

## Carreira

### Subordinação
| 22 de Dezembro de 1941 - 31 de Agosto de 1942  | 5. Unterseebootsflottille  |
| 1 de Setembro de 1942 - 30 de Novembro de 1942 | 6. Unterseebootsflottille  |
| 1 de Dezembro de 1942 - 11 de Março de 1944    | 29. Unterseebootsflottille |

### Patrulhas
|       | Comandante             | Partida                | Partida     | Chegada                | Chegada     | Dias     | Toneladas  |
| ----- | ---------------------- | ---------------------- | ----------- | ---------------------- | ----------- | -------- | ---------- |
| 1     | Kptlt. Josef Röther    | 4 de Agosto de 1942    | Kiel        | 11 de Agosto de 1942   | Trondheim   | 8 dias   |            |
| 1     | Kptlt. Josef Röther    | 22 de Agosto de 1942   | Trondheim   | 7 de Outubro de 1942   | St. Nazaire | 47 dias  | 2,994      |
| 2     | Kptlt. Josef Röther    | 5 de Novembro de 1942  | St. Nazaire | 19 de Novembro de 1942 | La Spezia   | 15 dias  | 11,069     |
| 3     | Kptlt. Josef Röther    | 28 de Novembro de 1942 | La Spezia   | 23 de Dezembro de 1942 | La Spezia   | 26 dias  |            |
| 4     | Kptlt. Josef Röther    | 1 de Fevereiro de 1943 | La Spezia   | 6 de Fevereiro de 1943 | La Spezia   | 6 dias   |            |
| 5     | Kptlt. Josef Röther    | 10 de Março de 1943    | La Spezia   | 5 de Abril de 1943     | La Spezia   | 27 dias  | 7,178      |
| 6     | Kptlt. Josef Röther    | 5 de Maio de 1943      | La Spezia   | 16 de Maio de 1943     | La Spezia   | 12 dias  |            |
| 7     | Kptlt. Josef Röther    | 7 de Junho de 1943     | La Spezia   | 6 de Julho de 1943     | Toulon      | 30 dias  |            |
| 8     | Kptlt. Josef Röther    | 11 de Agosto de 1943   | Toulon      | 7 de Setembro de 1943  | Toulon      | 28 dias  | 7,191      |
| 9     | Kptlt. Josef Röther    | 30 de Setembro de 1943 | Toulon      | 11 de Outubro de 1943  | Toulon      | 12 dias  |            |
| 10    | Kptlt. Josef Röther    | 28 de Outubro de 1943  | Toulon      | 11 de Novembro de 1943 | Toulon      | 15 dias  |            |
| 11    | Kptlt. Albrecht Brandi | 20 de Dezembro de 1943 | Toulon      | 21 de Janeiro de 1944  | Toulon      | 33 dias  |            |
| Total | Total                  | Total                  | Total       | Total                  | Total       | 259 dias | 28 432 ton |

### Navios afundados e danificados
- 2 navios afundados num total de 14 063 GRT[3]
- 1 navio danificado num total de 7 191 GRT
- 1 navio com perda total, tendo este 7 178 GRT

| Data        | Comandante   | Nome da Embarcação         | Toneladas | Nacionalidade  |
| ----------- | ------------ | -------------------------- | --------- | -------------- |
| 18 Set 1942 | Josef Röther | Olaf Fostenes              | 2 994     | Noruega        |
| 11 Nov 1942 | Josef Röther | Nieuw Zeeland              | 11 069    | Países Baixos  |
| 15 Mar 1943 | Josef Röther | Ocean Seaman (perda total) | 7 178     | Reino Unido    |
| 23 Ago 1943 | Josef Röther | Pierre Soulé (danificado)  | 7 191     | Estados Unidos |
| Total       | Total        | Total                      | 28 432    |                |

## Operações conjuntas de ataque
O U-380 participou das seguinte operações de ataque combinado durante a sua carreira:
- Rudeltaktik Stier (29 de agosto de 1942 - 2 de setembro de 1942)
- Rudeltaktik Vorwärts (2 de setembro de 1942 - 25 de setembro de 1942)
- Rudeltaktik Delphin (5 de novembro de 1942 - 12 de novembro de 1942)
- Rudeltaktik Wal (12 de novembro de 1942 - 15 de novembro de 1942)